# 伊倉かほり
伊倉 かほり（いくら かほり、1992年1月25日 - ）は、日本のモデル。

## 経歴
- 中央大学商学部卒

## 人物
- 出身地：新潟県上越市。身長：167cm。血液：Ｏ型。星座：水瓶座。
- 趣味：お酒・読書・料理・映画鑑賞・カフェ巡り